# 戈亚斯州迪维诺波利斯
戈亚斯州迪维诺波利斯是巴西戈亚斯州的一个市镇。总面积831.134平方公里，总人口5281人，人口密度6.4人/平方公里。